# Волков, Михайло
Миха́йло Во́лков (ок. 1680 — после 1724) — сибирский рудознатец, открывший в 1721 году месторождение каменного угля на территории современного Кемерова, положившее начало разработке Кузнецкого угольного бассейна. Открытие Волковым угля на Томи послужило началом строительства будущего города Кемерово.

## Биография
Существуют разные версии происхождения Волкова. По одной из них, он был тобольским казачим сыном, по другой, получившей распространение в 1950-х годах, — выходцем из крепостных крестьян. В 1960-е годы преобладающей среди историков стала версия о казацком происхождении Волкова. В 2000-х годах появились несколько монографий, содержащих результаты генеалогических исследований, в которых находят отражение в равной степени возможные обе версии происхождения.
По некоторым данным, в 1708—1710 годах Михайло Волков жил в Красномысской слободе Тобольского уезда. В 1717 году числился среди жителей Чаусского острога в Томском уезде Томской губернии. В том же году он отправился на Алтай, где поселился в недавно основанной Белоярской крепости.
На Алтае Волков занимался поисками руд в составе первых сибирских отрядов рудоискателей Степана Костылева и Фёдора Комарова. Следуя по древним «чудским копям», они обнаружили на северном Салаире и северном Алтае богатые месторождения серебряных и медных руд. После проведения опытных плавок в Москве Волкова вновь отправили на поиск руд в Сибирь.
Вероятно, с 1717 по 1720 год Волков занимался поисками руд в верховьях Иртыша около устья Убы. В 1720 году он переехал в Омскую крепость, откуда вернулся в Тобольск за разрешением на поиск руд Томском уезде. В компании с рудознатцем Фёдором Инютиным Волков нашли несколько месторождений серебряных руд по рекам Порос, Ояш, Шегарка и Томь. Образцы руд были доставлены в Тобольск. Известно, что в октябре 1720 года Волков с Инютиным ездили в Кунгур для освидетельствования найденных ими образцов.

### Открытие месторождения каменного угля в Кузбассе
В 1718—1719 годах в ходе поисков руды вдоль сибирских рек Михайло Волков обнаружил «горелую гору» с выходами на поверхность каменного угля в 7 верстах от Верхотомского острога вверх по течению Томи (на территории Рудничного района современного Кемерова). 6 (17) июля 1721 года доклад Волкова об открытии месторождения был зарегистрирован в Тобольской губернской канцелярии. 11 (22) сентября 1721 года указанное Волковым место обследовала экспедиция под руководством бергауэра Пауля Прифцена (Павла Бривцына), в ходе экспедиции, по-прежнему продолжавшей считать найденную Красную гору месторождением серебряных руд, были отобраны образцы пород. Вероятно, после возвращения экспедиции в Кунгур, уральскими рудознатцами был найден уголь в образцах, взятых на берегах Томи. 7 (18) мая 1721 года образец каменного угля был зарегистрирован в реестре Уральской канцелярии Берг-коллегии в Уктусе под № 1 и с сопроводительным письмом за подписью И. Ф. Бюэра отправлен в Москву в Главную канцелярию Берг-коллегии.
После отправки материалов в Москву Волкова отправили на горные работы на Подволошный рудник на Урале (близ современной деревни Подволошной в Свердловской области), в 1723 году его перевели на Григоровский рудник Пыскорского завода, откуда он сбежал в 1724 году.

## Память
Именем Михайлы Волкова названа площадь в Кемерове. В нескольких десятках метров от того места, где Михайло Волков обнаружил уголь, на территории музея «Красная горка» установлен обелиск с надписью: «Первооткрывателю кузнецкого угля Михаилу Волкову в день 50-летия Кемеровского рудника. Сентябрь 1957 г.». В 1968 году в Кемерове был торжественно открыт памятник Волкову на площади его имени работы скульптора Г. Н. Баранова.
«Горелую гору», которую видел М. Волков, много позднее, в 1914 году, наблюдал исследователь Кузбасса Василий Иванович Яворский. Это были два пласта каменного угля в террасе правого берега Томи, на территории нынешнего Кемерово. Один из этих пластов, который горел в давние времена и в кровле которого выступали обожжённые песчаники, назвали «волковским».
В 1959 году в Прокопьевском Дворце пионеров установили гипсовую полутораметровую статую Михайло Волкова. В 1964 году статую передали в фонды Прокопьевского краеведческого музея.
В 1985 по мотивам открытия кузбасского угля был снят фильм «Тайна золотой горы».
С 28 мая 2004 года портрет Михаила Волкова размещен на эмблеме города Кемерово.
15 марта 2018 года Банк России выпустил в обращение памятную серебряную монету номиналом 3 рубля «100-летие основания города Кемерово» на которой изображён памятник М. Волкову.